# Pieńsk
Pieńsk (německy Penzig, hornolužickosrbsky Pjeńsk) je město v Polsku v Dolnoslezském vojvodství v okrese Zgorzelec. Město je vzdáleno 12 km od Zgorzelce a přibližně 140 km od Vratislavi. Pieńsk leží na hranici s Německem, kterou tvoří řeka Lužická Nisa a patří do historického území Horní Lužice. V roce 2023 zde žilo 5 487 obyvatel.

## Administrativa
Město je sídlem stejnojmenné městsko-vesnické gminy, která má rozlohu 110,33 km² a ve které žije přibližně 9 tisíc obyvatel.

## Doprava
Město leží na železniční dvoukolejné neelektrifikované trati č. 278 Węgliniec – Zgorzelec, která je součástí hlavní trasy propojující Vratislav a Drážďany.

## Partnerská města
- Neißeaue, Německo
- Rothenburg, Německo